# Goodyera seikomontana
Goodyera seikomontana är en orkidéart som beskrevs av Yoshimatsu Yamamoto. Goodyera seikomontana ingår i släktet knärötter, och familjen orkidéer. Inga underarter finns listade i Catalogue of Life.